# Joseph Butler
Joseph Butler (født 18. maj 1692 i Wantage, død 16. juni 1752 i Bath) var en engelsk teolog.
Butler blev præst 1718 i den anglikanske kirke og fik snart et navn som apologet. I 1736 udsendte han The Analogy of Religion, natural and revealed, et stridsskrift mod deismen.
I 1738 blev Butler biskop af Bristol og 1750 biskop af Durham. Gladstone udgav Butlers prædikener og The Analogy (I-II, Oxford 1896).